# Unterseeboot 1105
L'Unterseeboot 1105 ou U-1105 est un sous-marin allemand (U-Boot) de type VIIC/41 utilisé par la Kriegsmarine pendant la Seconde Guerre mondiale.
Le sous-marin est commandé le 14 octobre 1941 à Emden (Nordseewerke), sa quille posée le 6 juillet 1943, il est lancé le 20 avril 1944 et mis en service le 3 juin 1944, sous le commandement de l'Oberleutnant zur See Hans-Joachim Schwarz.
Il capitule à Loch Eriboll en mai 1945 avant d'être transféré d'abord à la Royal Navy en juillet 1945, puis à la marine militaire des États-Unis d'Amérique.
Son épave est accessible au public, dans le Maryland.

## Conception
Unterseeboot type VII, l'U-1105 avait un déplacement de 759 tonnes en surface et 860 tonnes en plongée. Il avait une longueur hors-tout de 67,20 m, un maître-bau de 6,20 m, une hauteur de 9,60 m et un tirant d'eau de 4,74 m. Le sous-marin était propulsé par deux hélices de 1,23 m, deux moteurs diesel Germaniawerft F46 de 6 cylindres en ligne de 1 400 cv à 470 tr/min, produisant un total de 2 060 à 2 350 kW en surface et de deux moteurs électriques Siemens-Schuckert GU 343/38-8 de 375 cv à 295 tr/min, produisant un total 550 kW, en plongée. Le sous-marin avait une vitesse en surface de 17,7 nœuds (32,8 km/h) et une vitesse de 7,6 nœuds (14,1 km/h) en plongée. Immergé, il avait un rayon d'action de 80 milles marins (150 km) à 4 nœuds (7,4 km/h; 4,6 milles par heure) et pouvait atteindre une profondeur de 230 m. En surface son rayon d'action était de 8 500 milles nautiques (soit 15 700 km) à 10 nœuds (19 km/h).
L'U-1105 était équipé de cinq tubes lance-torpilles de 53,3 cm (quatre montés à l'avant et un à l'arrière) et embarquait quatorze torpilles. Il était équipé d'un canon de 8,8 cm SK C/35 (220 coups), d'un canon antiaérien de 20 mm Flak et de deux canons 2 cm Flak 30/38/Flakvierling doté d'un bouclier pliant court sur son Wintergarten supérieur. Il pouvait transporter 26 mines TMA ou 39 mines TMB. Son équipage comprenait 4 officiers et 40 à 56 sous-mariniers.

## Flak
Le canon de type LM 43U est le modèle final du canon de pont utilisé par les sous-marins allemands. Il s'agit d'une version améliorée du LM 42U.
Ce canon dote les sous-marins U-249, U-826, U-977, U-1023, U-1171, U-1305 et U-1306.
Le canon anti-aérien 3,7 cm Flak M42U était la version navale du 3,7 cm Flak 36/37 utilisé par la Kriegsmarine par ses navires de surface ; et le M42U par les U-Boote de type VII et de type IX. L'U-1105 était équipé de deux canons 2 cm Flak 30/38/Flakvierling doté d'un bouclier pliant court fixé sur la partie supérieure du kiosque (Wintergarten).
Le canon M 43U est utilisé par des sous-marins (U-190, U-250, U-278, U-337, U-475, U-853, U-1058, U-1105, U-1109, U-1165 et U-1306).

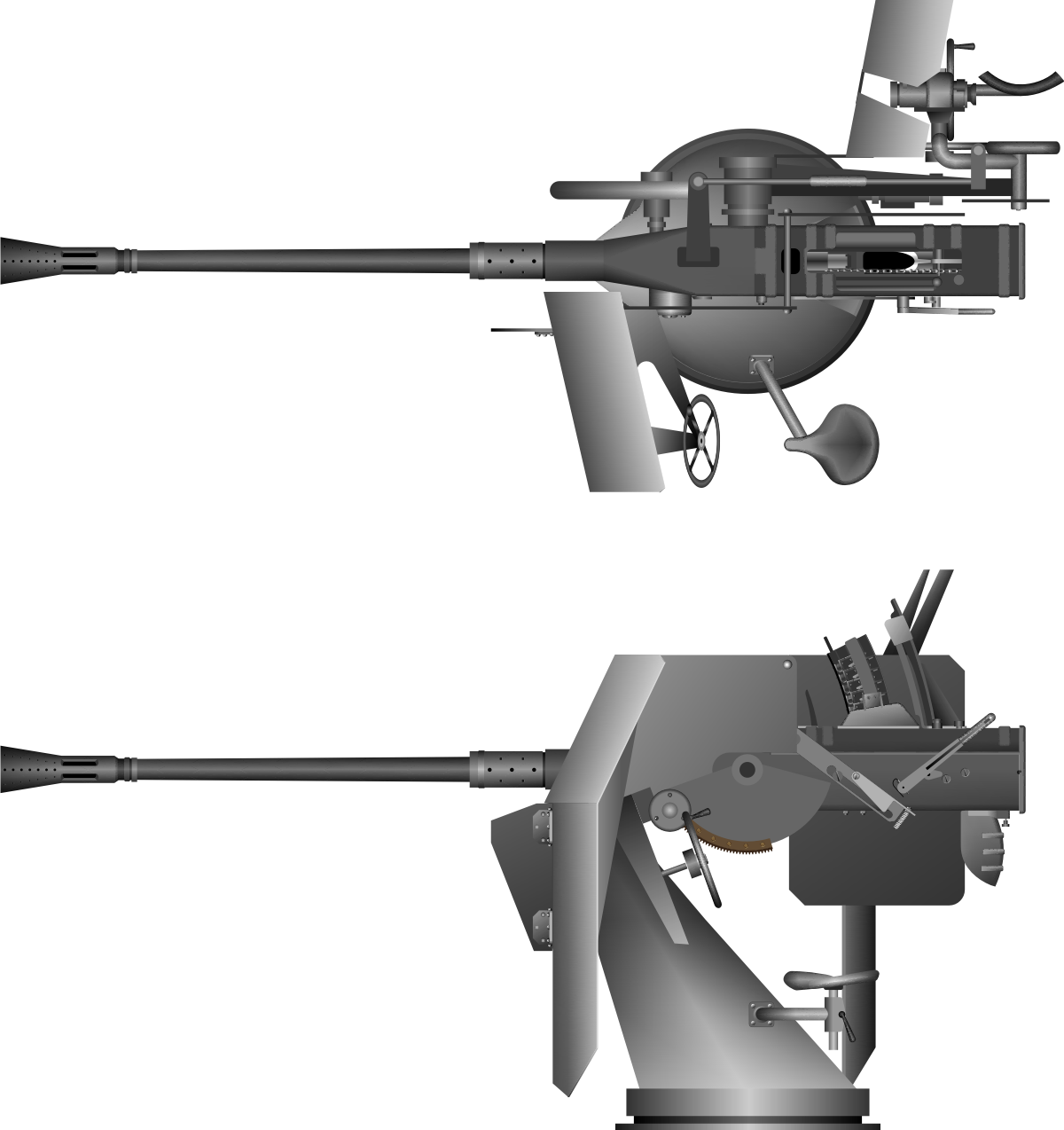
Canon 3,7 cm Flak M42U sur la version LM 43U.
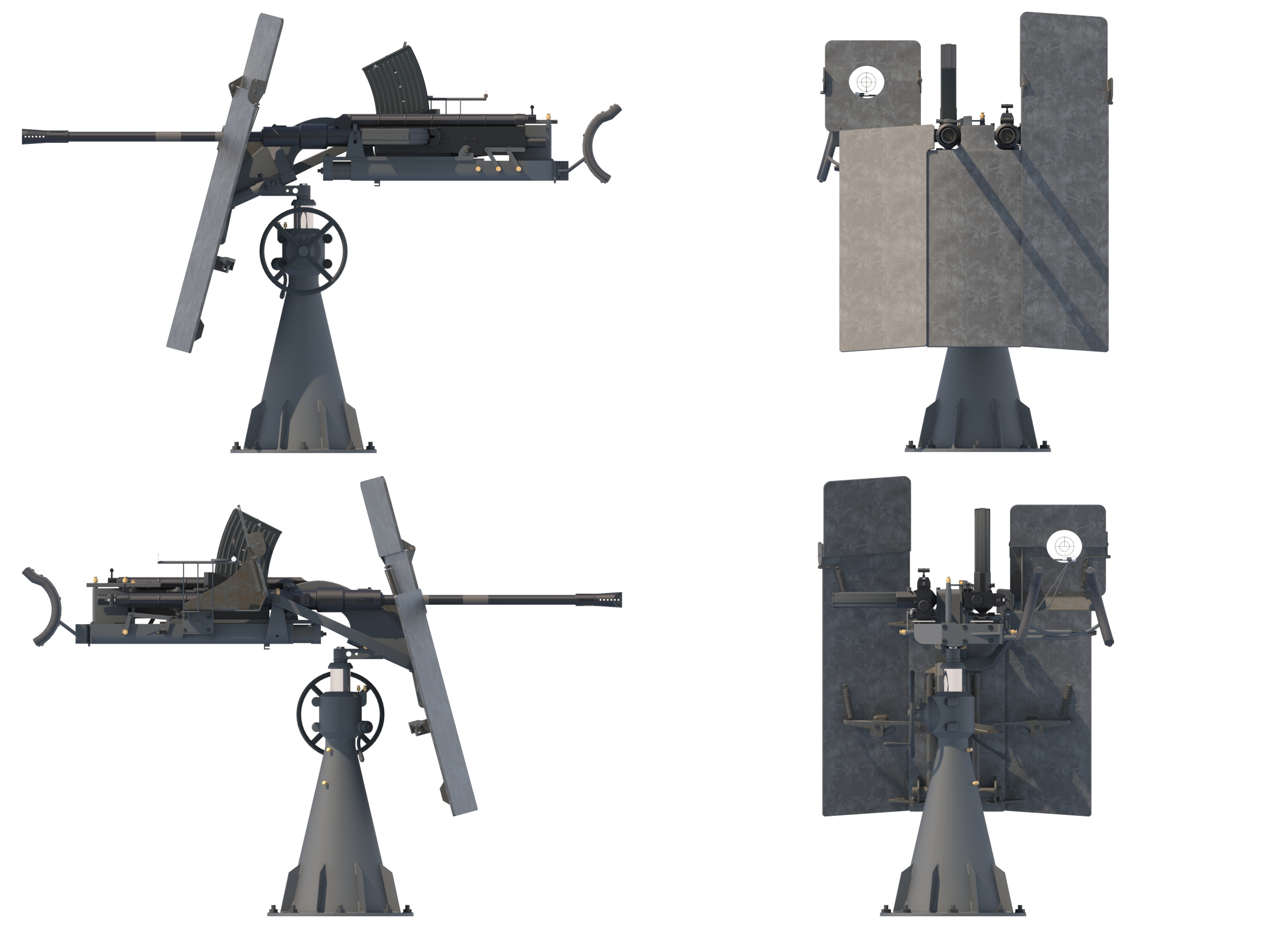
Canon de 2 cm Flak (anti-aérien) C38, version M 43U Zwilling dotée d'un bouclier pliant court.

## Capteurs

### Appareils d'écoute sous-marin

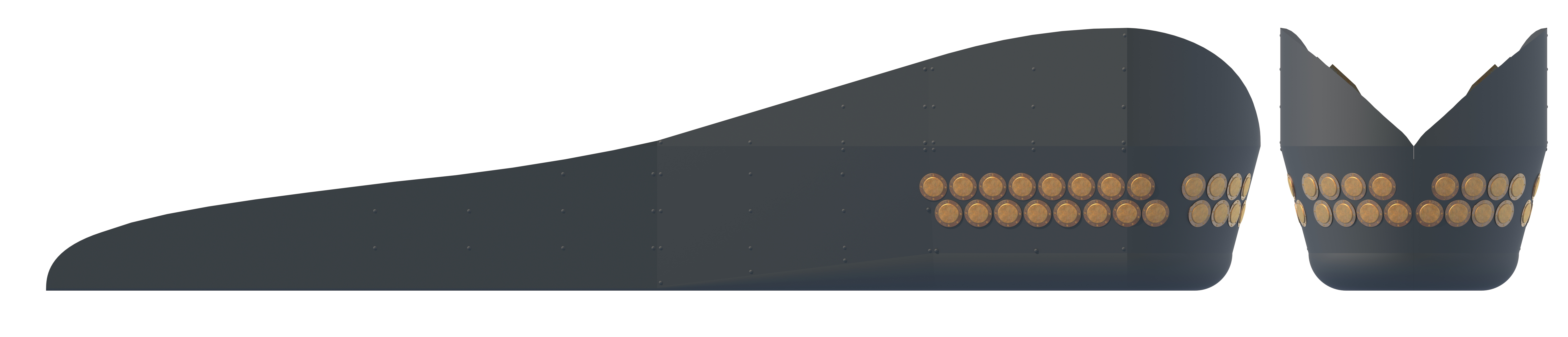
Vue d'un Balcongerät équipé sur le type VIIC.

L'U-1105 est l'un des dix U-Boote de type VII équipé d'un Balkongerät (littéralement Appareil -ou équipement- de balcon). Le Balkongerät est utilisé par les sous-marins U-682, U-788, U-799, U-997, U-1021, U-1105, U-1172, U-1306, U-1307 et U-1308.
Ce système de détection contenant 48 récepteurs sonores placés à l'avant de sa quille équipe tous les Type XXI et Type XXIII ainsi que plusieurs Type IX et Type X. 
Le Balkongerät présente une version améliorée du Gruppenhorchgerät (en) (GES). Le GES possède 24 hydrophones et le Balkongerät le double, ce qui permet aux U-Boote de pister les bâtiments de surface.
Le principe des hydrophones est simple. Deux paires de microphones sous-marins écoutent les bruits d'hélices des navires. En mesurant le temps nécessaire au déplacement du son vers chaque microphone, le dispositif détermine la position du navire par triangulation. Il détermine également s'il s'agit d'un navire marchand ou de guerre, en fonction de la vitesse à laquelle il se déplace.
Avec une vitesse se propageant plus de quatre fois plus vite dans l'eau que dans l'air, les hydrophones captent des signaux de convois voyageant à plus de 100 kilomètres de distance.
Pour une efficacité maximale, l'U-Boot fait surface et arrête tous ses moteurs pendant quelques minutes lors des écoutes des hydrophones, avec l'avantage supplémentaire d'être silencieux.

## Historique

### Kriegsmarine
L'U-1105 est l'un d'une dizaine de sous-marins allemands dont la coque est revêtue de caoutchouc de 4 mm d'épaisseur. La technologie des tuiles anéchoïques est développée par l'Allemagne durant la Seconde Guerre mondiale, sous le nom de code Alberich (un sorcier invisible de la mythologie allemande). Ce revêtement atténue les sons dans la plage de fréquences de 10 à 18 kHz à 15 % de leur puissance initiale. Cette dernière correspond à celles des premiers sonars ASDIC utilisés par les Alliés. Grâce à ce revêtement, la portée opérationnelle des ASDIC était réduite de 2 000 mètres à 300 mètres. Ce processus d'enrobage très secret a finalement contribué à la sauvegarde du bateau dans des conditions de combat extrêmes, lui valant le nom de « Black Panther ». C'est notamment pour cette raison qu'est peint un emblème sur son kiosque, représentant une panthère noire couchée sur un globe.
Ce revêtement équipe les sous-marins suivants : Type IIB — U-11 ; Type VIIC — U-480, U-485 et U-486 ; Type VIIC/41 — U-1105, U-1106, U-1107, U-1304, U-1306 et U-1308 ; Type XXIII — U-4704 (en), U-4708 et U-4709 (en).
Ce sous-marin passe son temps d'entraînement initial à la 8. Unterseebootsflottille jusqu'au 15 février 1945, puis rejoint son unité de combat dans la 5. Unterseebootsflottille.
Sa première patrouille est précédée d'un court passage de Kiel à Horten puis à Marviken. Elle commence le 12 avril 1945 au départ de Marviken pour les eaux britanniques. Le bateau patrouille au large des côtes ouest de l'Irlande. Le 27 avril 1945 au nord-nord-ouest de Black Rock, l'U-1105 détecte trois destroyers britanniques de la Deuxième Division du 21e groupe d'escorte. Le sous-marin tire deux torpilles acoustiques (en) à une distance de 2 000 mètres, puis plonge à 100 mètres pour échapper à la contre-attaque. Les deux torpilles touchent le HMS Redmill (en) cinquante secondes après les tirs, tuant 32 membres d'équipage.
Immobile au fond de l'eau, l'U-1105 échappe à la détection pendant trente et une heures, probablement en raison de son revêtement Alberich. À partir du 28 avril 1945, il opère dans l'ouest du canal du Nord. Il se trouve dans sa zone opérationnelle, lorsque la guerre sous-marine prend fin le 4 mai 1945. Conformément aux instructions données, l'U-1105 est escorté par un Sunderland « NS-V » vers le Loch Eriboll où il capitule le 10 mai 1945.

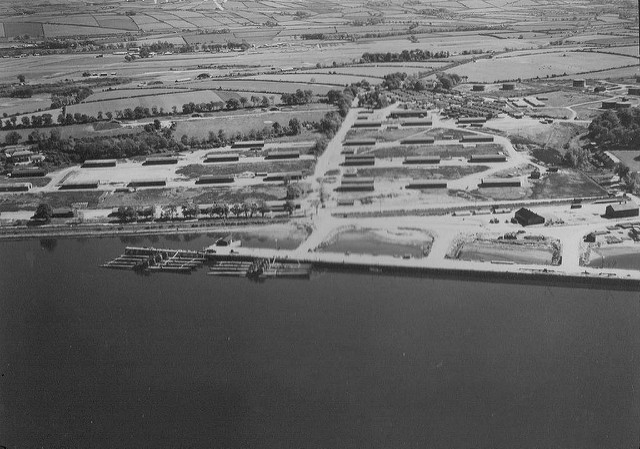
Vue des huit premiers U-Boote transférés à Lisahally le 24 mai 1945. La photo montre des bâtiments de l'ancienne base navale américaine comprenant des hangars, des ateliers et des réservoirs de carburant. L'aérodrome de est visible au second plan. Les huit U-Boote étaient les U-293, U-802, U-826, U-1009, U-1058, U-1105, U-1109 et U-1305.

### Royal Navy
Bien que toujours exploité par son équipage allemand, l'U-1105 est repris par la Royal Navy sous le nom de N-16. Il est transféré avec d'autres U-Boote dans The Minch puis à la base navale britannique à Lochalsh (en) et enfin à Lisahally, en Irlande du Nord. Il demeure à Lisahally pendant plusieurs mois avant d'être offert aux États-Unis pour l'étude de son revêtement furtif « Alberich ». Il échappe donc à l'opération Deadlight de destruction massive d'U-Boote.

### United States Navy
En 1946, redevenu U-1105, l'U-Boot arrive à Portsmouth, dans le New Hampshire. 
Le Naval Research Laboratory à Washington et le Massachusetts Institute of Technology à Cambridge (Massachusetts) effectuent des recherches sur ses tuiles anéchoïques. Une fois ces travaux terminés, le bateau est remorqué jusqu'à Solomons, dans le comté de Calvert (Maryland) et sert de navire cible pour des essais d'explosifs.
Il est de nouveau remorqué par les navires USS Salvager (en) et USS Windlass (en) ; il est temporairement coulé le 29 septembre 1948 dans la baie de Chesapeake. Des exercices de sauvetage et des expériences de remorquage sont effectués entre le 10 et le 25 août 1949. Il est de nouveau remorqué dans le Potomac pour de nouvelles expériences. L'U.S. Navy le coule le 19 septembre 1949 lors d'essais d'explosifs au large du phare de Point No Point.

## L'épave
Le 29 juin 1985, l'épave de l'U-1105 est découverte par une équipe de plongeurs dirigée par Uwe Lovas, à environ un mille nautique à l'ouest de Piney Point, dans le Maryland, gisant par 91 mètres de fond à la position 38° 08′ 10″ N, 76° 33′ 10″ O.
En novembre 1994, le site est désigné comme première réserve historique de naufrage du Maryland (Maryland's first historic shipwreck preserve). Le programme, le premier du genre dans l'État, est conçu pour préserver des sites historiques de naufrages, tout en les rendant accessibles au public.
Le kiosque du sous-marin s'élève à 68 pieds au-dessus de la surface. L'épave est bien conservée et en grande partie intacte. Entre avril et décembre, une grande bouée d'amarrage bleue et blanche est ancrée à environ 70 pieds au-dessus de l'épave pour marquer l'endroit. Un petit flotteur orange est également ancré à son périscope.
Le site est entretenu par le Maryland Historical Trust (en) et par l'Institute of Maritime History. Il figure au Registre national des lieux historiques en 2001.

## Affectations
- 8. Unterseebootsflottille du 3 juin 1944 au 15 février 1945 (Période de formation).
- 5. Unterseebootsflottille du 16 février 1945 au 8 mai 1945 (Unité combattante).

## Commandement sous le Troisième Reich
- Oberleutnant zur See Hans-Joachim Schwarz du 3 juin 1944 au 10 mai 1945.

## Patrouilles
|       | Commandant                 | Départ        | Départ   | Arrivée       | Arrivée          | Jours    | Succès  |
| ----- | -------------------------- | ------------- | -------- | ------------- | ---------------- | -------- | ------- |
|       | Oblt. Hans-Joachim Schwarz | 2 avril 1945  | Kiel     | 6 avril 1945  | Horten           | 5 jours  |         |
|       | Oblt. Hans-Joachim Schwarz | 9 avril 1945  | Horten   | 11 avril 1945 | Marviken         | 3 jours  |         |
| 1     | Oblt. Hans-Joachim Schwarz | 12 avril 1945 | Marviken | 10 mai 1945   | Loch Eriboll, UK | 29 jours | 1 300   |
| Total | Total                      | Total         | Total    | Total         | Total            | 29 jours | 1 300 t |

Note : Oblt. = Oberleutnant zur See

## Navires coulés
L'U-1105 a détruit un navire de guerre de 1 300 tonneaux au cours de l'unique patrouille (29 jours en mer) qu'il effectua.
| Date          | Nom              | Nationalité | Tonnage | Convoi | Fait         | Localisation         |
| ------------- | ---------------- | ----------- | ------- | ------ | ------------ | -------------------- |
| 27 avril 1945 | HMS Redmill (en) | Royal Navy  | 1 300   | -      | Perte totale | 54° 23′ N, 10° 36′ O |